# Paul Rodríguez
Paul Martín Rodríguez  (Tarzana, California, 31 de diciembre de 1984), también conocido por su apodo P-Rod, es un patinador, actor, rapero y artista de grabación callejero profesional estadounidense. Rodríguez ha ganado un total de ocho medallas en los X Games, cuatro de ellas de oro, con la victoria más reciente en primer lugar en Los Ángeles, Estados Unidos, en julio de 2012.

## Primeros años
Rodríguez nació en Tarzana, California. Su padre es el actor y comediante Paul Rodríguez y su madre es Laura Martínez. También tiene un hermano Lucas. Cuando era niño, Rodríguez ocasionalmente conocía celebridades a través de su padre. En una entrevista posterior, relató uno de esos recuerdos:

Les contaré una historia sobre el Mr. T creo que fue en 1988, todos los años había un desfile de Navidad en Pasadena, California; Probablemente yo tenía unos tres años y medio, cuatro años; me encantaba el tenía la caricatura en ese momento y todo eso. Estuvimos allí en el banquete antes de que comenzara el desfile porque mi papá me trajo para llevarme en el auto para saludar a la multitud, o lo que sea. Y, ah, tuve que ir al baño, mi papá estaba siendo entrevistado y, como, traté de decírselo; Mr. T estaba parado ahí, relajándose, porque solo estaban hablando, y Mr. T dice: "Te llevaré". Y me arroja sobre sus hombros, y yo me siento sobre todas sus cadenas de oro. Lo recuerdo perfectamente y me puso sobre sus hombros y me acompañó al baño; como, simplemente me esperó afuera, y estaba enfermo. Mr. T me llevó al baño..

El apodo de Rodríguez "P-Rod" le fue dado por sus compañeros de clase cuando tenía alrededor de once años. Cuando tenía doce años, Rodríguez recibió su primera patineta como regalo de Navidad de sus padres. Rodríguez había visto a un grupo de patinadores en su nueva escuela y quedó inmediatamente fascinado por "cómo mantenían su tabla en sus pies y cómo podían voltearla".
Rodríguez dijo en junio de 2014: "Conseguí dinero, me compré una tabla y se acabó el juego". Rodríguez declaró en una entrevista de julio de 2013 que se acostó con nuevos productos de patineta cuando era niño debido a su pasión por el skate, y admitió que durmió con su primer trofeo de Street League Skateboarding (SLS).
Rodríguez asistió a Birmingham High School en Van Nuys (California).

## Carrera
Rodríguez fue inicialmente reclutado para el equipo de una tienda de patinetas local llamada "One Eighteen", dirigida por Andy Netkin, que tenía 19 años en ese momento, mientras que Rodríguez acababa de cumplir 14 años. Como era demasiado tímido en ese momento, Rodríguez le pidió a un amigo que le enviara su video de "Apadriname" a Netkin, quien quedó impresionado de inmediato y le pidió al amigo que trajera a Rodríguez a la tienda. Netkin luego le ofreció a Rodríguez un lugar en el equipo de la tienda al día siguiente en su primera reunión; Netkin explicó en 2014 que, en ese momento, tenía un fuerte sentido del futuro de Rodríguez como una "superestrella". DNA Skateboards fue el primer patrocinador de la compañía de Rodríguez y apareció en el video Microanalysis de 1999. El ex patinador profesional Anthony Pappalardo declaró en un programa de radio en línea el 24 de junio de 2014, presentado por el patinador profesional Alex Olsen, que alentó a Joe Castrucci, cofundador de la marca de patinetas Habitat, a reclutar a Rodríguez antes de que fuera patrocinado oficialmente, pero Castrucci se negó.

## Vida personal
En noviembre de 2013, Rodríguez reside en Northridge, California.
En agosto de 2010, su pareja era Rainbow Alexander y la pareja son los padres de su hija Heaven Love. En julio de 2013, aparecieron fotografías de Rodríguez saliendo con una mujer llamada Rachel Metz. Compartieron la paternidad de Heaven Love antes de dejarlo en mayo de 2020. En una entrevista de abril de 2013, Rodríguez se describió a sí mismo como un "adicto al trabajo certificado" y afirmó que el skate y la paternidad son sus principales preocupaciones en la vida. En cuanto a su herencia mexicoamericana, Rodríguez ha explicado:

Son mis raíces. Es de donde vengo; es mi genética, mi ADN, mi cuerpo, mi constitución. Todo de mi herencia. Todos mis antepasados antes que yo contribuyeron a las bendiciones que estoy viviendo ahora. Es de donde vienes. Nunca puedes ignorar de dónde vienes porque ellos son responsables de lo que eres ahora.

.Rodríguez ha declarado en una entrevista con el canal de medios NetworkA que tiene aspiraciones de una carrera como actor serio después de su tiempo con el skateboarding profesional; reveló que admira el trabajo de Johnny Depp, Christian Bale y Edward Norton, además de Bruce Lee, Alejandro Magno y Jesucristo, Rodríguez también está influenciado por el rapero Tupac Shakur y en febrero de 2013 reveló que un gráfico de tabla de skate con Shakur sería un diseño que valdría la pena: "Me gustaría obtener esa foto de Tupac parado en la pared sin camisa y tiene el tatuaje de Thug Life, la glock en la cintura y un porro en la mano. Eso estaría enfermo".